# Luigi Caetani
Luigi Caetani, född 7 juli 1595 i Piedimonte, död 15 april 1642 i Rom, var en italiensk kardinal och ärkebiskop.

## Biografi
Luigi Caetani var son till Filippo I Caetani och Camilla Gaetani dell'Aquila d'Aragona. Caetani studerade rättsvetenskap i Ravenna och Rom.
Påve Urban VIII utsåg honom 1626 till kardinalpräst med Santa Pudenziana som titelkyrka. Caetani var camerlengo från 1637 till 1638.
Kardinal Caetani har fått sitt sista vilorum i Cappella Caetani i Santa Pudenziana.